# Дорнштедт
Дорнштедт (нем. Dornstedt) — община в Германии, в земле Саксония-Анхальт. 
Входит в состав района Заале. Подчиняется управлению Вюрде/Зальца.  Население составляет 752 человека (на 31 декабря 2006 года). Занимает площадь 10,41 км².
Община подразделяется на 2 сельских округа.